# Benedikt von Aniane

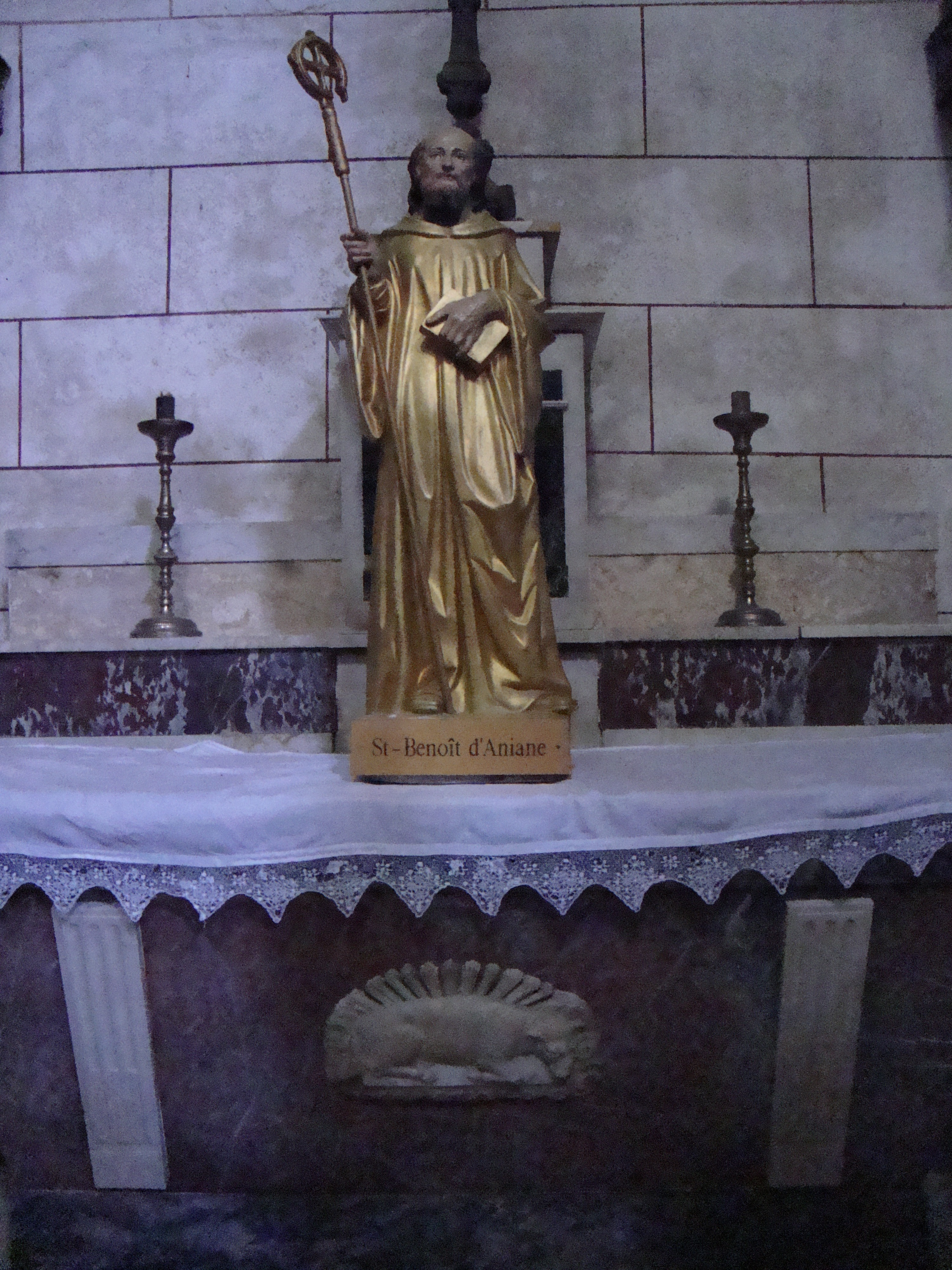
Statue Benedikt von Aniane in der Klosterkirche von Aniane

Benedikt von Aniane (* vor 750 in Südfrankreich als Witiza; † 11. Februar 821 in Kornelimünster bei Aachen) war ein Reformabt, der 817 alle Klöster des fränkischen Reiches der Benediktinerregel unterstellte.

## Leben
Witiza leistete unter Pippin dem Jüngeren und Karl dem Großen Militärdienst. Auf dem ersten Feldzug Karls des Großen gegen den Langobardenkönig Aistulf musste er zusehen, wie sein Bruder ertrank. Nach diesem Erlebnis trat er im Jahr 773 oder 774 in das Kloster St. Seine bei Dijon ein und nahm den Ordensnamen Benedikt an (nach seinem Vorbild Benedikt von Nursia). Im Jahr 782 kehrte er in seine südfranzösische Heimat zurück und gründete dort das Kloster St. Sauveur in der Gemeinde Aniane. Im Süden des Frankenreichs regierte damals Ludwig der Fromme als Unterkönig, mit dem Benedikt eng zusammenarbeitete. Als Ludwig Nachfolger seines Vaters Karls des Großen als Kaiser des fränkischen Reichs wurde, nahm er Benedikt mit an die Aachener Königspfalz. Gemeinsam setzten Benedikt und Ludwig in den Folgejahren das von Karl dem Großen begonnene Werk fort, die Mönche vereinheitlicht unter der Regula Benedicti in die Reichskirche einzugliedern. Das Aachener Konzil (816–819) schrieb die Regel und eine von Benedikt verfasste Consuetudo, das Capitulare monasticum, als alleinverbindliche Mönchsregel fest. Daneben entschied das Konzil auch die deutliche Trennung zwischen Mönch und Kanoniker.
Diese Entscheidungen waren die entscheidende Grundlage für die spätere Form und Bedeutung der benediktinischen Orden. Um zu demonstrieren, dass die Reform keinen Bruch mit der monastischen Tradition darstelle, veranlasste Benedikt zwei Sammlungen, erstens den Codex regularum, eine umfangreiche Sammlung von Mönchsregeln und regelartigen Texten, darunter die Vita des Pachomios, zweitens die Concordia regularum, eine thematisch geordnete synoptische Anordnung der Bestimmungen der verschiedenen Regeln.
Mit Unterstützung Ludwigs des Frommen gründete Benedikt in den Jahren 816/817 die Abtei Inda (später Reichsabtei Kornelimünster). Sie sollte als eine Art Musterkloster im Sinne der von Benedikt von Nursia aufgestellten Regeln und Reformen fungieren. Benedikt von Aniane verstarb in der Abtei in Kornelimünster am 11. Februar 821.

## Verehrung
Auf Bitten Indener Mönche verfasste Ardo Smaragdus († 843) die Vita Benedicti, die angesichts einer dürftigen Quellenlage trotz hagiographischer Topoi eine unverzichtbare Quelle darstellt. Im 18. Jahrhundert wurde dem Kloster Kornelimünster das Privileg gewährt, einen Gedenktag (mit Hl. Messe) zu Ehren des Benedikt jährlich zu feiern. Unter Abt Hyacinth von Suys († 1745) wurde vergebens nach einem Grab des Benedikt durch Ausgrabungen im Umfeld der Klosterkirche gesucht. Von 1888 bis 1902 fanden weitere, teils ausführliche, Grabungen statt, aber sie blieben ergebnislos.

## Historische Bedeutung
Umstritten ist in der Forschung, welche Bedeutung Benedikt von Aniane neben anderen Akteuren für die monastische Reform der karolingischen Renaissance zukommt. Zuletzt wurde diese stark relativiert und sogar die Verwendung des Begriffs „anianische Reform“ kritisiert. Doch ist zu beachten, dass in Fulda noch um 840 Brun Candidus von Fulda in seiner Vita des Abtes Eigil umfangreiche Zitate aus dem Textkorpus des Benedikt von Aniane platziert und auf die Reform des Klosters durch Mönche „aus dem Westen“ hinweist, das als Zeugnis für ein anhaltendes Reformbewusstsein zu werten ist.